# Ab urbe condita
|  | Pel que fa a l'obra de Titus Livi que narra la història de Roma, vegeu Ab Urbe Condita. |

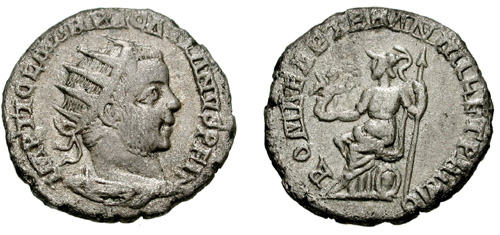
Imatge d'una de les primeres monedes romanes datades ab urbe condita.

Ab urbe condita (AUC o a.u.c, també Anno urbis conditae) és un terme llatí que significa «des de la fundació de la ciutat» (de Roma), que segons la tradició es produí l'any 753 aC. També es pot fer servir l'abreviació fR, amb el mateix significat. Es fa servir per referenciar els anys a partir de la fundació de Roma, especialment útil en el camp de la historiografia de la Roma monàrquica i republicana.
Aquest calendari només fou utilitzat per uns pocs historiadors romans per identificar els anys, ja que habitualment s'utilitzava la identificació a través de la parella consular. De fet, és molt més utilitzat en l'actualitat que no pas ho fou en l'època romana.
La data tradicional per a la fundació de Roma del 21 d'abril de 753 aC fou establerta per Marc Terenci Varró, que per a tal fi utilitzà les llistes consulars i anomenà l'any dels primers cònsols com el 245 ab urbe condita. Per a aquesta darrera xifra utilitzà els escrits de Dionís d'Halicarnàs, que considera un període de 244 anys per a la monarquia romana, entre la fundació de la ciutat i l'adveniment de la República.